# 馬來西亞土著
馬來西亞土著（馬來語：Bumiputera），在《馬來西亞憲法》下指的是馬來西亞的馬來人，及沙巴和砂拉越的原住民族。Bumiputera一詞源自梵文 Bhūmiputra，意指地球之子或是土地之子，這是由於Bumi一詞有“土地”和“地球”之意。在馬來西亞，中文使用者一般都使用“土著”一詞來稱呼這些人，不過這並不是文意上所描述的那種森林部落裡的土人，而一般人在這時候使用「土著」一詞時，指的是法律規定的本地族群，而當中馬來人佔了土著92%以上的人。而不屬於Bumiputera的人，则稱為非土著。而非土著一詞指的就是華人、印度人、歐亞裔和一些已具有馬來西亞公民權的新移民。华人和印度人佔了非土著近99%的人口，所以非土著通常就是指華人或印度人。此外，不同于马来人的半岛原住民，在馬來西亞一般被稱為原住民，他們是否是土著範圍下的人向來是輿論的焦點。
20世纪70年代，马来西亚政府实施了有利于马来西亚土著的“新经济政策”，《经济学家》将其称为“种族歧视”，政策目的是为马来西亚土著创造机会，缓和自1969年五一三事件后华人与马来人之间的紧张关系。这些政策成功打造了大量的马来人城市中产阶级，但是对于消除农村社区的贫穷状况见效甚微。一些分析学者注意到，那些被排斥在外的群体充满怨氣，对这些政策强烈抵制，尤其是为数众多的华人和马来西亚少数民族。

## 定義
土著的概念是基於馬來西亞的國家憲法（其中憲法第153條對土著的概念有非常的貢獻）。但是，憲法沒有把土著界別清楚。憲法只有界定以下文族的條文：
- 马来人（160章、第二條）
- 土著（160章、第二條）
- 砂拉越原住民（161A章、第六條、a節）
- 沙巴原住民（161A章、第六條、a節）

因為政府沒有一個統一界定來識別，所以，政府多個部門和機構都有不同（和互相不相容）的界別來釐定土著身份。

### 馬來西亞高等教育部的定義
根據馬來西亞高等教育部「學生入學管理辦公室」出版的2007至2008年入學指南，土著是以下的人：
- 馬來亞居民：如果父母其中一位在馬來西亞聯邦憲法160章、第二條的前提下，是一名篤信回教的巫族人、或者是土人（Orang Asli），他的兒子就是土著。
- 沙巴居民：如果父親在馬來西亞聯邦憲法161A章、第六條、a節的前提下，是一名篤信回教的巫族人、或者是沙巴的原住民，他的兒子就是土著。
- 砂拉越居民：如果父母兩位在馬來西亞聯邦憲法161A章、第六條、a節的前提下都是砂拉越的原住民，他的兒子就是土著。

### 民間／傳統定義
在馬來西亞傳統定義下，所有原住民都是土著。除此之外，馬來西亞沙巴和砂拉越兩邦的伊班人、卡達山人、杜順人、比達友族、達雅族等少數原住民也被列入土著的範圍。

## 政策

### 合法性特權
土著特權是根據馬來西亞憲法第153條。該例說明：「國家元首在此條文下有保護巫族人的合法地位和其它社區的合法性權利的責任。（英文：It shall be the responsibility of the Yang di Pertuan Agong to safeguard the special position of the Malays and the legitimate interests of other communities in accordance with the provisions of this Article.）」
因為馬來西亞運用君主立憲系統組成政府，所以國家元首的責任被人視為是國家本身的責任。

### 新经济政策
1969年五一三事件後，馬來西亞政府為了緩和種族間的緊張關係，於是施行了一系列的新经济政策，這些經濟政策的主要目的在於提升土著在馬來西亞的經濟地位，然而這一系列的經濟政策至今尚未成功，相反的，卻引起了非土著的強烈不滿。

## 爭議
馬來西亞土著政策是一個被視為只會維護馬來西亞馬來族的政策。而這一政策也被國際以及馬來西亞非土著視為種族歧視政策。然而一些人認為，在馬來亞獨立初期，被視為非多數人口的華人（當時馬來人佔了人口的約50%，而華人佔了約36%）卻由於英國殖民时期，英国人控制了馬來西亞的經濟并采取了“分裂政策”的关系，華人大部分都從商，而馬來人卻是農夫，漁夫，工人等，基本上被排除在馬來西亞的商業圈之外。這情況被一些人視為對馬來西亞社會造成不穩。馬來西亞政府認為，只有合法土著特權和經濟利益才能夠緩和馬來西亞個種族間的緊張關係。於是在1969年五一三事件後製造了馬來西亞新經濟政策，以加強馬來人在馬來西亞的經濟地位。
另一個常被爭議的問題就是馬來半島的原住民（Orang Asli），根據歷史，這些原住民才是馬來半島上最早居住的人民。但在馬來人施行的土著政策下，卻沒有把馬來半島原住民列入土著的範圍，而這些原住民的經濟狀況實際上卻比馬來人更糟糕。這情況使得很多人同情原住民的狀況，尤其是華人和印度人。馬來西亞人權委員會一直不斷的呼籲馬來西亞政府承認並將原住民納入土著的範圍。然而，一些卻反對說，原住民已經被當成土著。

## 新加坡的獨立
新加坡未獨立前，李光耀以及他所領導的人民行動黨提出了馬來西亞人的馬來西亞政策，這一政策主要是所有馬來西亞公民，不分種族和宗教一率享有平等的權利。他的主張卻遭到很多馬來人領袖的強烈反對，這些馬來人領袖認為，馬來西亞只有馬來人才能享有特權。由於李光耀和這些馬來人領袖政策上的衝突，再加上人民行动党当时与联盟代表华人的马华公会对立，最終導致新加坡被逐出联邦独立成国。而新加坡的獨立也被认为间接让华人百分比减少以巩固土著地位和削弱了華人在民主選舉投票中的人數效應，独立后马来西亚华人人口從原有的45%下降到35%，而馬來人人口则從原來的45%上升至50%。
新加坡的獨立，馬來西亞華人成為少數民族，土著政策的合法化，以及後來的新經濟政策等都對馬來西亞往後40年的發展產生了極大的影響，這些政策的實施也影響了新加坡和馬來西亞的外交和經濟關係。這也使得這40年來，李光耀不斷对馬來西亞政府的土著政策表达不满。

## 現時土著情況
馬來西亞前任首相马哈迪·莫哈末時常在公共場合抱怨馬來人過度依賴土著特權。他常告訴馬來人如果马来人經常依賴土著特權下的津貼，种族将會變的很弱。
We have tried to tell them if you depend on subsidies, you are going to be very weak. But they don't seem to understand. We tell them if you use crutches, you will not be able to stand up. Throw away the crutches, stand up straight because you still have the capacity. I have talked about this thing and as a doctor I know very well the meaning of crutches but somehow or rather they want the easy way out. If I get an AP and I sell it and make some money, it's all right, they say.

（中譯：我們已經嘗試向他們說如果你倚靠特權，你會變得非常軟弱。可是，他們好像不太明白。我們向他們說如果你用枴杖的話，你就无法站起來。（土著）拋棄枴杖、站起來吧，因為你們還有站起來的能力。我已經說過那些東西和作為一名醫生，我知道枴杖的用途，但是，他們還不想奮鬥。他們想：如果我擁有了一張AP（馬來西亞汽車入口許可證），我把它賣出掙錢是沒有問題的。
馬哈迪也曾在2004年也說，“馬來人大學畢業生的就業率低於華人大學畢業生，這是因為華人懂得選擇對的科目修讀，所以他們在市場上比馬來人更有競爭力。那些馬來人畢業生，尤其那些來自馬來語環境的學生，一般都不能有效使用英語，不管你文憑上的成績多好，在現實商場上，雇主只用那些懂得和他們溝通的人。雇主未必是一個馬來人，他可以是個外國人，如果他無法和你溝通，他不會雇用你。”
除此之外，那些被馬來西亞政府資助的馬來人學生，他們一般都會選擇修讀回教法律，回教歷史，或是一些有關回教的科目，他們不但沒有選擇修讀英語，也沒有選擇去修讀一些有經濟價值的科目如工程學和醫學等，相反的，他們選擇到中東國家修讀阿拉伯語，這些現象被不少人認為不實際。2006年6月，169名被送去在埃及開羅的艾資哈爾大學的馬來人學生，都面臨阿拉伯語問題，最終只有五人通過考試。這新聞在馬來西亞媒體曝光後，使得馬來西亞的保送馬來人政策非常尷尬，認為這在浪費馬來西亞人民的納稅錢。馬來西亞前首相阿都拉巴达威強烈批評馬來人學生只會選擇容易的科目修讀，這些容易科目往往都沒有實際商業價值。
2018年大选时，马哈迪带领由土著组成的土著团结党和希望联盟成员党打败国阵组成新政府。慕尤丁并在同年表示将建议落实新土著议程政策，而此政策将注重在创造平等成果，而不是提供平等机会，因为达到平等成果的不平等机会不是公平的政策。慕尤丁也表示马来人（土著）在经济成就上还是落后的，因此需要通过落实新土著议程政策来使他们能在国家的繁荣下公平受惠。
同时马来西亚的人口外流现象越来越严重。因为在马来西亚，非土著的待遇和土著的待遇形成了明显的对比。使非土著不再愿意待在他们的故乡。